# Omorani
Omorani (makedonska: Оморани) är en ort i Nordmakedonien. Den ligger i kommunen Čaška, i den centrala delen av landet, 50 km söder om huvudstaden Skopje. Omorani ligger 353 meter över havet och antalet invånare är 279.